# Kongahallikaval, Nanjangud
Kongahallikaval là một làng thuộc tehsil Nanjangud, huyện Mysore, bang Karnataka, Ấn Độ.